# توبياس رايخمان
توبياس رايخمان (بالألمانية: Tobias Reichmann) مواليد 27 مايو 1988 في برلين الشرقية، هو لاعب كرة يد ألماني يلعب كجناح أيمن. يلعب حاليا مع نادي ملزونغن لكرة اليد. مثل منتخب ألمانيا لكرة اليد. شارك في دورة الألعاب الأولمبية الصيفية سنة 2016.

## المسيرة الاحترافية
لعب مع نادي ماغديبورغ لكرة اليد في الدوري الألماني في موسم 2008–2009، ثم لعب مع نادي كيل لكرة اليد من سنة 2009 إلى 2012، ثم لعب مع نادي فتسلار لكرة اليد في الدوري الألماني من سنة 2012 إلى 2014، ثم لعب مع فيف تارغي كيلسي من سنة 2014 إلى 2017، ثم لعب مع نادي ملزونغن لكرة اليد في الدوري الألماني في سنة 2017.

## سجل المنافسة
شارك في البطولات التالية:
- بطولة أوروبا لكرة اليد للرجال 2016
- الألعاب الأولمبية الصيفية 2016

## الإنجازات
- كرة اليد في الألعاب الأولمبية الصيفية:
  -  برونزية: كرة اليد في الألعاب الأولمبية الصيفية 2016 – مسابقة الرجال
- بطولة أوروبا لكرة اليد للرجال:
  -  ذهبية: بطولة أوروبا لكرة اليد للرجال 2016

## روابط خارجية
- توبياس رايخمان على موقع الاتحاد الأوروبي لكرة اليد (الإنجليزية)
- توبياس رايخمان على موقع نادي كيل لكرة اليد (الألمانية)
- توبياس رايخمان على موقع أوليمبيديا (الإنجليزية)
- توبياس رايخمان على موقع اللجنة الأولمبية الألمانية (الألمانية)